# Everett Dunklee
Everett Allen Dunklee (* 24. Oktober 1946 in Brattleboro, Vermont) ist ein ehemaliger US-amerikanischer Skilangläufer.
Dunklee trat 1972 bei den Olympischen Winterspielen im japanischen Sapporo an. Im Einzelrennen über 15 Kilometer erreichte er Rang 44. Den Wettkampf auf der 50-km-Strecke konnte er als 27. beenden.
Dunklee besuchte die University of New Hampshire, wo er Leichtathletik und Skilanglauf betrieb. Er arbeitete als Berufspilot für North Carolina und die Forstaufsicht der USA und half bei der Bekämpfung von Waldbränden aus der Luft. Sein Bruder Stan Dunklee ist ebenfalls Skilangläufer, seine Nichte Susan Dunklee eine erfolgreiche Biathletin.